# Festus (imię)
Festus – imię męskie pochodzenia łacińskiego. Wywodzi się od słowa oznaczającego "święto" lub "festiwal". Pojawia się w Nowym Testamencie jako przydomek rzymskiego urzędnika. Jest to imię dwóch świętych katolickich.
Festus imieniny obchodzi 19 września i 21 grudnia.